# Saint-Arnoult, Calvados
Saint-Arnoult är en kommun i departementet Calvados i regionen Normandie i norra Frankrike. Kommunen ligger i kantonen Trouville-sur-Mer som ligger i arrondissementet Lisieux. År 2022 hade Saint-Arnoult 1 103 invånare.

## Befolkningsutveckling
Antalet invånare i kommunen Saint-Arnoult
Referens:INSEE